# Carlos Alberto Rodrigues Gaviao
1. WEITERLEITUNG Carlos Alberto Rodrigues Gavião